# Haemaphysalis bremneri
Haemaphysalis bremneri är en fästingart som beskrevs av Roberts 1953. Haemaphysalis bremneri ingår i släktet Haemaphysalis och familjen hårda fästingar. Inga underarter finns listade i Catalogue of Life.